# Cyrtarachne laevis
Cyrtarachne laevis är en spindelart som beskrevs av Tord Tamerlan Teodor Thorell 1877. Cyrtarachne laevis ingår i släktet Cyrtarachne och familjen hjulspindlar. Inga underarter finns listade i Catalogue of Life.